# ويليام راندال كريمر
كان السير ويليام راندال كريمر (18 مارس 1828 – 22 يوليو 1908) المعروف عادة باسمه الأوسط «راندال»، عضوًا في البرلمان البريطاني عن الحزب الليبرالي، وأحد دعاة السلم ومحام قياديًا من أجل التحكيم الدولي. مُنح جائزة نوبل للسلام في 1903 لعمله مع حركة التحكيم الدولي

## النشأة
وُلد كريمر لعائلة تنتمي للطبقة العاملة في قرية فارهام الواقعة في جنوب انجلترا. كان والده سائق عربة، وهجر العائلة بعد مولد راندال كريمر بفترة قليلة. ربته والدته مع شقيقتيه، وضمنت له الحصول على التعليم في مدرسة ميثودية محلية. عزز معرفته عن طريق حضور المحاضرات المجانية، وعمل كبنّاء وأصبح نجارًا بارعًا.
بانتقاله إلى لندن، نشط كريمر كمنسق نقابي، وسريعًا أصبح زعيمًا معتمدًا للعمال. انتُخب كريمر سكرتيرًا لجمعية العمال الدولية في 1865، ولكنه استقال بعدها بعامين في 1867 لأنه شعر بأن المنظمة أصبحت شديدة التطرف. بينما انغمس في إدارة الحملات الخاصة بالأهداف التقدمية، ونال تقدير ماركس، لم يتفق كريمر مع الثورة التي يقودها العمال.

## دوره في حركة التحكيم الدولي
منذ أول محاولاته غير الناجحة لدخول البرلمان في 1868، دعم كريمر انتشار التحكيم الدولي كبديل سلمي للحرب من أجل حل النزاعات.
انتُخب عضوًا في البرلمان البريطاني عن الحزب الليبرالي عن هاجرستون في مقاطعة شورديتش في هاكني من 1885 إلى 1895، ومن 1900 وحتى وفاته من الالتهاب الرئوي في 1908.
من خلال استخدام منبره كعضو في البرلمان، سعى كريمر نحو تكوين حلفاء في كل من أوروبا القارية وعلى ساحل الأطلنطي، بما فيهم فريدريك باسي ووليام جيننغز بريان وأندرو كارنيغي. مستغلًا شبكة علاقاته وموهبته في التنظيم، بذل كريمر الكثير لتكوين وتوسيع المؤسسات الخاصة بالتحكيم الدولي، والتي نجحت خلال فترة حياته في حل العديد من النزاعات الدولية. يشمل ذلك العمل المساهمة في تأسيس الاتحاد البرلماني الدولي ورابطة التحكيم الدولي؛ بالإضافة إلى الحصول على الموافقة لمعاهدة أونلي-باونس يفوت 1897 بين الولايات المتحدة وبريطانيا والتي تطلبت التحكيم في نزاعات محورية مثل إقليم إيسيكويبو (رفض مجلس الشيوخ في الولايات المتحدة المعاهدة ولم تدخل حيز التنفيذ)؛ كما مهد الطريق لاتفاقيتي لاهاي 1899 و1907.
وتقديرًا لعمله في حركة التحكيم، فاز كريمر بجائزة نوبل للسلام في 1903 وكان أول من يفوز بها بمفرده. تبرع بقيمة 7000 جنيه استرليني من قيمة الجائزة البالغة 8000 جنيه استرليني لصالح رابطة التحكيم الدولي.
حصل أيضًا على وسام جوقة الشرف بدرجة فارس، ووسام القديس أولاف النرويجي الملكي، وحصل على لقب فارس في بريطانيا عام 1907.
سُميت مدرسة راندل كريمر الابتدائية في هاجرستون إكرامًا له.

## الوفاة
توفي كريمر في 22 يوليو 1908، تاركًا ميراثًا بقيمة 2241 جنيه استرليني ( صافي 1803 جنيه استرليني).